# 한들중학교
한들중학교(한들中學校)는 대한민국 전북특별자치도 김제시 요촌동에 있는 공립 중학교이다.

## 학교 연혁
- 1941년 3월 31일 : 김제공립고등여학교 인가
- 1947년 9월 30일 : 김제여자중학교로 개명
- 1977년 10월 21일 : 현 교사로 신축 이전
- 2021년 3월 1일 : 제29대 임덕만 교장 부임
- 2022년 3월 1일 : 남녀공학 전환 및 한등중학교로 교명 변경
- 2022년 3월 2일 : 한들중학교로 개명
- 2024년 2월 2일 : 제78회 졸업(졸업생 102명, 총 18,804명)

## 참고 자료
- 한들중학교 - 한국교육학술정보원 학교알리미